# Irles
Irles là một xã ở tỉnh Somme, vùng Hauts-de-France, Pháp.

## Địa lý
Thị trấn này tọa lạc trên đường D163, khoảng 10 dặm Anh về phía nam của Arras, gần giáp ranh với tỉnh Pas-de-Calais.

## Dân số
| 1962                                                           | 1968 | 1975 | 1982 | 1990 | 1999 |
| -------------------------------------------------------------- | ---- | ---- | ---- | ---- | ---- |
| 103                                                            | 135  | 129  | 120  | 113  | 104  |
| Số liệu điều tra dân số từ năm 1962, dân số không tính hai lần |      |      |      |      |      |